# Archidium laxirete
Archidium laxirete är en bladmossart som beskrevs av Potier de la Varde 1936. Archidium laxirete ingår i släktet Archidium och familjen Archidiaceae. Inga underarter finns listade i Catalogue of Life.